# Hans Engell
Hans Engell (* 8. Oktober 1948) ist ein dänischer Journalist und ehemaliger Politiker der Konservativen Volkspartei.

## Leben
Hans Engell durchlief eine Journalistenausbildung bei Berlingske. 1978 übernahm er die Leitung des Informations- und Pressedienstes der Konservativen Partei. 1982 bis 1987 war er Verteidigungsminister unter Poul Schlüter, seit 1984 auch Abgeordneter im Folketing. 1987 bis 1989 führte er die konservative Fraktion, bis er erneut ins Kabinett wechselte, diesmal als Justizminister.
Nach Schlüters Rücktritt 1993 infolge eines Vertuschungsskandals um tamilische Flüchtlinge wurde Engell erneut Fraktionschef und politischer Sprecher der Konservativen. Er profilierte sich weiter mit Verteidigungs- und sicherheitspolitischen Themen. 1995 übernahm Engell auch den Parteivorsitz von Torben Rechendorff. Engell wurde dem rechten Parteiflügel zugerechnet, verstand es jedoch, betont konservative Grundansichten mit pragmatischer Geschmeidigkeit zu verbinden. Wiederholt schloss er Kompromisse mit der sozialdemokratisch geführten Regierung unter Poul Nyrup Rasmussen. Entsprechend angespannt war das Verhältnis zur anderen bürgerlichen Oppositionspartei, den Liberalen unter Uffe Ellemann-Jensen.
1997 musste Engell als Parteichef zurücktreten, nachdem er unter Alkoholeinfluss einen Verkehrsunfall verursacht hatte. Bis zur Parlamentswahl 1998 blieb er Fraktionsvorsitzender und griff aktiv in die ausbrechenden Flügelkämpfe um die Parteiführung ein. Im Jahr 2000 verließ er das Parlament, trat aus der Konservativen Partei aus und wurde Leitender Chefredakteur der Zeitung Ekstra Bladet. Diese Stellung musste er 2007 verlassen.  Er ist aber weiterhin als politischer Kommentator für Ekstra Bladet und BT tätig. Außerdem kommentiert er die dänische Innenpolitik für den Fernsehsender TV 2.

## Veröffentlichungen
- På Slotsholmen. Erindringer, Aschehoug, Kopenhagen 1997.[2]
- Farvel til Slotsholmen. Erindringer, Gyldendal, Kopenhagen 2008. ISBN 978-87-02-07117-7